# 저잡음 증폭기
저잡음 증폭기(low-noise amplifier)는 증폭 회로의 한 종류로, 통신 시스템에서 안테나가 잡은 미약한 신호를 증폭시키는 역할을 한다.
이는 전송선로에서의 감쇠를 줄이기 위해 안테나 가까이 위치한다. 
이는 GPS 같은 microwave system에 주로 사용된다.
- LNA는 radio receiver의 front-end에 위치하는 key component이다.
- LNA를 사용하면, LNA gain으로 노이즈가 감소한다.

## 같이 보기
- 지향성 안테나
- 트랜스듀서